# Mistrzostwa NCAA Division I w Zapasach w 2024
Mistrzostwa NCAA Division I w zapasach rozegrane zostały w Kansas City w dniach 21–23 marca 2024 roku. Zawody odbyły się na terenie T-Mobile Center. Punkty zdobyło 61 drużyn.
- Outstanding Wrestler – Aaron Brooks

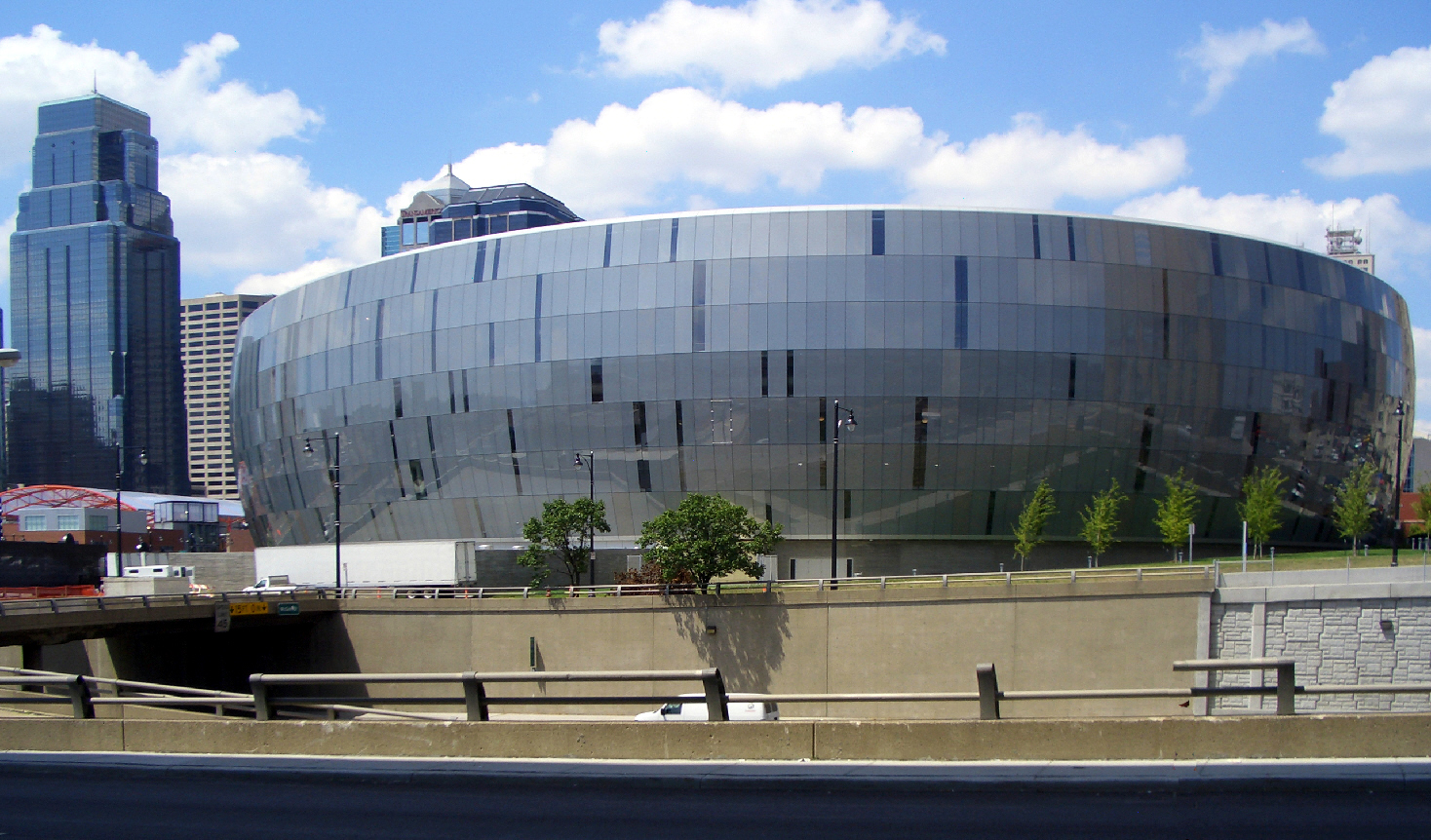
Hala

## Wyniki

### Drużynowo
| Kolejność | Szkoła                        | Zespół        |
| --------- | ----------------------------- | ------------- |
| 1.        | Pennsylvania State University | Nittany Lions |
| 2.        | Uniwersytet Cornella          | Big Red       |
| 3.        | Uniwersytet Michigan          | Wolverines    |
| 4.        | Iowa State University         | Cyclones      |
| 5.        | University of Iowa            | Hawkeyes      |
| 6.        | Arizona State University      | Sun Devils    |
| 7.        | Virginia Tech                 | Hokies        |
| 8.        | Uniwersytet Stanu Ohio        | Buckeyes      |

### All American

#### 125 lb
| Lp. | Zawodnik         | Szkoła             |
| --- | ---------------- | ------------------ |
| 1.  | Richard Figueroa | Arizona State      |
| 2.  | Drake Ayala      | Iowa               |
| 3.  | Anthony Noto     | Lock Haven         |
| 4.  | Eric Barnett     | Wisconsin          |
| 5.  | Luke Stanich     | Lehigh             |
| 6.  | Caleb Smith      | Nebraska           |
| 7.  | Jore Volk        | Wyoming            |
| 8.  | Tanner Jordan    | South Dakota State |

#### 133 lb
| Lp. | Zawodnik      | Szkoła               |
| --- | ------------- | -------------------- |
| 1.  | Vitali Arujau | Cornell              |
| 2.  | Daton Fix     | Oklahoma State       |
| 3.  | Ryan Crookham | Lehigh               |
| 4.  | Nasir Bailey  | Little Rock          |
| 5.  | Dylan Ragusin | Michigan             |
| 6.  | Evan Frost    | Iowa State           |
| 7.  | Dylan Shawver | Rutgers              |
| 8.  | Kai Orine     | North Carolina State |

#### 141 lb
| Lp. | Zawodnik           | Szkoła               |
| --- | ------------------ | -------------------- |
| 1.  | Jesse Mendez       | Ohio State           |
| 2.  | Beau Bartlett      | Penn State           |
| 3.  | Brock Hardy        | Nebraska             |
| 4.  | Real Woods         | Iowa                 |
| 5.  | Anthony Echemendia | Iowa State           |
| 6.  | Lachlan McNeil     | North Carolina       |
| 7.  | Ryan Jack          | North Carolina State |
| 8.  | Vance Vombaur      | Minnesota            |

#### 149 lb
| Lp. | Zawodnik        | Szkoła        |
| --- | --------------- | ------------- |
| 1.  | Caleb Henson    | Virginia Tech |
| 2.  | Austin Gomez    | Michigan      |
| 3.  | Tyler Kasak     | Penn State    |
| 4.  | Ty Watters      | West Virginia |
| 5.  | Kyle Parco      | Arizona State |
| 6.  | Ridge Lovett    | Nebraska      |
| 7.  | Casey Swiderski | Iowa State    |
| 8.  | Quinn Kinner    | Rider         |

#### 157 lb
| Lp. | Zawodnik        | Szkoła        |
| --- | --------------- | ------------- |
| 1.  | Levi Haines     | Penn State    |
| 2.  | Jacori Teemer   | Arizona State |
| 3.  | Meyer Shapiro   | Cornell       |
| 4.  | Daniel Cardenas | Stanford      |
| 5.  | Peyten Kellar   | Ohio          |
| 6.  | Bryce Andonian  | Virginia Tech |
| 7.  | Peyton Robb     | Nebraska      |
| 8.  | Jared Franek    | Iowa          |

#### 165 lb
| Lp. | Zawodnik            | Szkoła         |
| --- | ------------------- | -------------- |
| 1.  | David Carr          | Iowa State     |
| 2.  | Mitchell Mesenbrink | Penn State     |
| 3.  | Keegan O’Toole      | Missouri       |
| 4.  | Michael Caliendo    | Iowa           |
| 5.  | Izzak Olejnik       | Oklahoma State |
| 6.  | Hunter Garvin       | Stanford       |
| 7.  | Peyton Hall         | West Virginia  |
| 8.  | Antrell Taylor      | Nebraska       |

#### 174 lb
| Lp. | Zawodnik        | Szkoła             |
| --- | --------------- | ------------------ |
| 1.  | Carter Starocci | Penn State         |
| 2.  | Rocco Welsh     | Ohio State         |
| 3.  | Shane Griffith  | Michigan           |
| 4.  | Mekhi Lewis     | Virginia Tech      |
| 5.  | Cade DeVos      | South Dakota State |
| 6.  | Lennox Wolak    | Columbia           |
| 7.  | Edmond Ruth     | Illinois           |
| 8.  | Benjamin Pasiuk | West Point         |

#### 184 lb
| Lp. | Zawodnik         | Szkoła             |
| --- | ---------------- | ------------------ |
| 1.  | Parker Keckeisen | Northern Iowa      |
| 2.  | Dustin Plott     | Oklahoma State     |
| 3.  | Trey Munoz       | Oregon State       |
| 4.  | Bennett Berge    | South Dakota State |
| 5.  | Bernie Truax     | Penn State         |
| 6.  | Isaiah Salazar   | Minnesota          |
| 7.  | Thomas Stewart   | Virginia Tech      |
| 8.  | David Key        | US Navy            |

#### 197 lb
| Lp. | Zawodnik         | Szkoła               |
| --- | ---------------- | -------------------- |
| 1.  | Aaron Brooks     | Penn State           |
| 2.  | Trent Hidlay     | North Carolina State |
| 3.  | Stephen Buchanan | Oklahoma             |
| 4.  | Jacob Cardenas   | Cornell              |
| 5.  | Tanner Sloan     | South Dakota State   |
| 6.  | Rocky Elam       | Missouri             |
| 7.  | Stephen Little   | Little Rock          |
| 8.  | Michael Beard    | Lehigh               |

#### 285 lb
| Lp. | Zawodnik             | Szkoła        |
| --- | -------------------- | ------------- |
| 1.  | Greg Kerkvliet       | Penn State    |
| 2.  | Lucas Davison        | Michigan      |
| 3.  | Wyatt Hendrickson    | Air Force     |
| 4.  | Zach Elam            | Missouri      |
| 5.  | Nick Feldman         | Ohio State    |
| 6.  | Cohlton Schultz      | Arizona State |
| 7.  | Yaraslau Slavikouski | Rutgers       |
| 8.  | Taye Ghadiali        | Campbell      |